# Vespa soror
A Vespa soror, também conhecida como vespa gigante do sul, é uma espécie de vespa presente na Índia, norte da Tailândia, Laos, norte do Vietname e partes do sul da China, incluindo Hong Kong, Guangdong, Fuquiém e a Ilha de Ainão.
A vespa soror é uma das maiores vespas, embora menor que a vespa gigante asiática ( V. mandarinia ). O comprimento do corpo das obreiras varia de 26 a 35 mm, e as das rainhas variam entre 39 a 46 mm. Seus ninhos são enterrados em áreas florestais.
Elas são predadores agressivas e já foram observadas atacando colmeias de abelhas, e ninho de vespas. Elas também caçam louva

-a-deus, libélulas, borboletas, gafanhotos e pequenos vertebrados, como lagartixas. Também representam um perigo para as pessoas por ter um veneno potente.

## Descrição
A Vespa soror tem um padrão de cor peculiar que é compartilhado por poucas espécies asiáticas e é totalmente único no contexto europeu. Ambos os sexos são tricolores, com áreas de preto a castanho escuro, castanho claro e amarelo. A primeira vista é de um inseto com quatro blocos de cores, alternativamente claro e escuro. A cabeça, é  grande, e principalmente amarela, seguida por uma pequena secção castanho escuro/negro. Uma secção muito longa que é predominantemente amarela ou castanho claro, mas geralmente tem faixas escuras ou manchas, e os segmentos terminais do Metassoma (praticamente a metade posterior) que são pretos. Tanto as antenas como as pernas são principalmente castanho, e as asas são amareladas. Assim a vespa soror pode ser facilmente distinguido das outras espécies de Vespa que ocorrem na Península Ibérica e na Europa.

## Predação de abelhas
A vespa soror frequentemente ataca colónias de abelhas em grupos, atacando e comendo as abelhas na entrada da colmeia, massacrando em massa os defensores adultos e levando a ninhada se poder entrar, destruindo assim por completo uma colónia. Elas esfregam o abdómen na colmeia e na vegetação circundante durante o ataque, o que pode ser um sinal de recrutamento para atrair outras operárias. Uma técnica de defesa das abelhas Apis cerana, que é amplamente utilizada no Vietname e relatada na China, Tailândia, Butão e Nepal é fixar pedaços de fezes de animais de cerca de 2 mm de diâmetro ao redor da entrada das colmeias. Esta é a primeira vez que se relata que as abelhas usam ferramentas ou substâncias não vegetais, embora ambos tenham sido relatados para outras abelhas (por exemplo,    ). 

## Disseminação
Não se acredita que a vespa soror tenha populações fora da sua área de referência - ao contrário da sua congénere  a Vespa-mandarina que foi introduzida na América do Norte.  No entanto, uma rainha foi encontrada no porto de Vancouver, Colúmbia Britânica, Canadá em maio de 2019.    
E entre os anos 2022-2023, pesquisadores encontraram, em armadilhas, quatro obreiras de vespa soror em El Campo, nas Astúrias, Espanha. A Espanha tornou-se assim a segunda área invadida pela Vespa soror. Embora não haja mais informações que comprovem que a vespa soror conseguiu estabelecer colónias na Espanha.